# Пел Лејк (Висконсин)
Пел Лејк (енгл. Pell Lake) насељено је место без административног статуса у америчкој савезној држави Висконсин.

## Демографија
По попису из 2010. године број становника је 3.722, што је 734 (24,6%) становника више него 2000. године.
| Група             | 2000.         | 2010.         |
| Белци             | 2.876 (96,3%) | 3.294 (88,5%) |
| Афроамериканци    | 14 (0,5%)     | 13 (0,3%)     |
| Азијати           | 9 (0,3%)      | 16 (0,4%)     |
| Хиспаноамериканци | 64 (2,1%)     | 338 (9,1%)    |
| Укупно            | 2.988         | 3.722         |